# Gare de Bainville
Gare de Bainville vasútállomás Franciaországban, Bainville-sur-Madon településen.

## Vasútvonalak
Az állomást az alábbi vasútvonalak érintik:
- Jarville-la-Malgrange–Mirecourt-vasútvonal

## Kapcsolódó állomások
A vasútállomáshoz az alábbi állomások vannak a legközelebb:
- Gare de Pont-Saint-Vincent
- Gare de Xeuilley